# Лефор, Клод
Клод Лефо́р (фр. Claude Lefort, 21 апреля 1924, Париж — 3 октября 2010, там же) — французский политический философ. Известен как исследователь тоталитаризма.

## Биография
Начало политической активности Клода Лефора, находившегося тогда под влиянием своего наставника Мерло-Понти, относится к 1942 году. Изначально Лефор был троцкистом и членом Международной коммунистической партии, входившей в Четвёртый интернационал. После встречи Лефора с Корнелиусом Касториадисом в 1946 году они выступили с критикой как Советского Союза, так и той критической поддержки, которую ему оказывало большинство троцкистов. В 1948 году они становятся одними из основателей либертарно-социалистической группы «Социализм или варварство». Одновременно печатался в журнале «Тан Модерн», который покинул после длительной полемики на его страницах (1952—1954) с основателем журнала Жаном-Полем Сартром. Вышел из группы «Социализм или варварство» в 1958 году.
Преподавал в Высшей школе социальных наук (до 1990 года). Работал в Центре политических исследований Раймона Арона. Испытал влияние Корнелиуса Касториадиса, Мориса Мерло-Понти, Ханны Арендт. Изучал наследие политических мыслителей раннего Нового времени Николо Маккиавели и Этьена де Ла Боэси, а также «тоталитаризм как предприятие» и его «отрицание социального расслоения».

## Награды
- Премия Ханны Арендт (1998).

## Работы
- La Brèche, en collaboration avec Edgar Morin et Jean-Marc Coudray (Cornelius Castoriadis), Paris, Fayard, 1968.
- Éléments d’une critique de la bureaucratie, Paris, Droz, 1971.
- Le Travail de l'œuvre, Machiavel, Paris, Gallimard, 1972 (republié coll. " Tel ", 1986).
- Un Homme en trop. Essai sur l’archipel du goulag de Soljénitsyne, Paris, Le Seuil, 1975 (republié, Le Seuil poche — 1986).
- Les Formes de l’histoire, Paris, Gallimard, 1978.
- Sur une colonne absente. Autour de Merleau-Ponty, Paris, Gallimard, 1978.
- L’Invention démocratique, Paris, Fayard, 1981.
- Essais sur le politique : XIXe et XXe siècles, Paris, Seuil, 1986.
- Écrire à l'épreuve du politique, Paris, Calmann-Lévy, 1992.
- La Complication, Paris, Fayard, 1999.
- Les Formes de l’histoire. Essais d’anthropologie politique, Paris, Gallimard, «Folio Essais», 2000.
- Le Temps présent, Paris, Belin, 2007.

#### На русском языке
- Лефор Клод. Политические очерки (XIX—XX века) / Пер. с фр. Е. А. Самарской. — М.: РОССПЭН, 2000. — 367 с.
- Клод Лефорт. Формы истории = Les formes de l`histore. — Наука, 2007. — (Классика социологии). — 1500 экз. экз. — ISBN 978-5-02-026953-8.